# داني إدواردز
داني إدواردز (بالإنجليزية: Danny Edwards)‏ هو لاعب غولف أمريكي، ولد في 14 يونيو 1951 في كيتشيكان في الولايات المتحدة.

## وصلات خارجية
- داني إدواردز على موقع رابطة لاعبي الغولف المحترفين (الإنجليزية)
- داني إدواردز على موقع رابطة اليابان للاعبي الغولف المحترفين (الإنجليزية)
- داني إدواردز على موقع التصنيف العالمي الرسمي للغولف (الإنجليزية)